# Montfaucon, Gard
Montfaucon är en kommun i departementet Gard i regionen Occitanien i södra Frankrike. Kommunen ligger i kantonen Roquemaure som tillhör arrondissementet Nîmes. År 2022 hade Montfaucon 1 525 invånare.

## Befolkningsutveckling
Antalet invånare i kommunen Montfaucon
Referens:INSEE